# Franco Albini
Franco Albini (Robbiate, 17 ottobre 1905 – Milano, 1º novembre 1977) è stato un architetto, urbanista e designer italiano, uno dei più importanti e rigorosi architetti italiani del XX secolo, aderente al razionalismo italiano, riconosciuto internazionalmente attraverso un’ampia pubblicistica delle sue opere.

## Biografia
Figlio di un ingegnere, nel 1929 si laureò in Architettura al Politecnico di Milano, compiendo viaggi in Europa che gli permisero di conoscere personalmente personalità quali Le Corbusier e Ludwig Mies van der Rohe. Nel 1931 iniziò una propria attività professionale con studio associato con gli architetti Giancarlo Palanti e Renato Camus, realizzando nei primi anni principalmente progetti di mobili d'arredamento. Entrò presto in contatto con l'ambiente di Casabella (nel 1932 l'incontro con Edoardo Persico), che in quegli anni ebbe il ruolo di vero crogiolo dell'architettura del Razionalismo italiano.

Palazzo della Rinascente a Roma, 1957

Nel 1936 ebbe il primo incarico di rilievo progettando il Quartiere IFCP Fabio Filzi a Milano, considerato poi uno degli esempi più significativi di quartiere razionalista. Alla fine degli anni trenta prese parte ad alcuni importanti gruppi progettuali quali il piano urbanistico Milano Verde (assieme ad Ignazio Gardella, Giuseppe Pagano, Giovanni Romano e altri), e ad alcuni importanti concorsi per l'EUR.

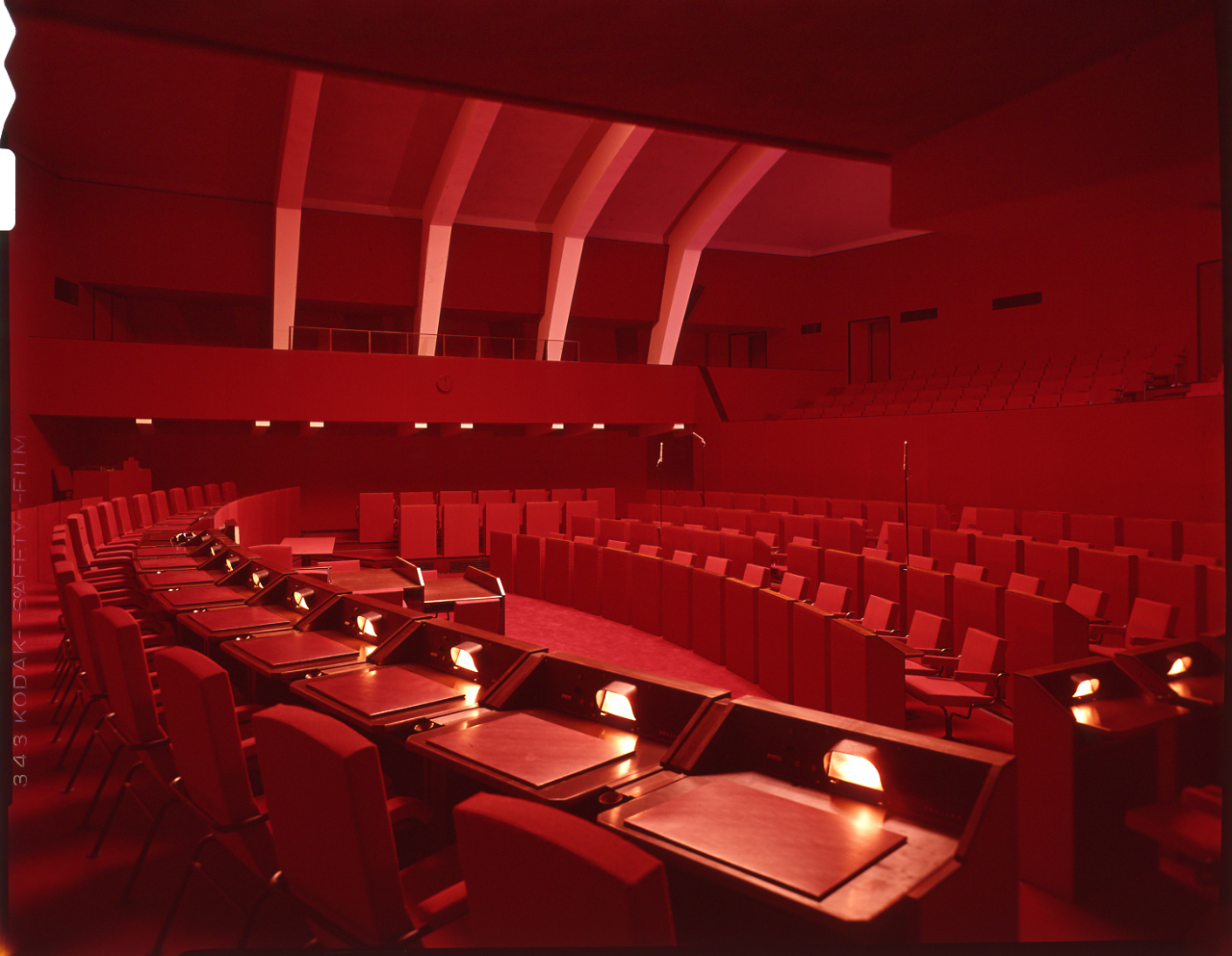
Aula del consiglio comunale di Genova. Foto di Paolo Monti, 1963.

Nel 1945 fu tra i fondatori di Movimento Studi Architettura, un importante momento di rinascita culturale e per poco tempo (1946) fu direttore della rivista Costruzioni Casabella (assieme a Giancarlo Palanti). In detti anni firmò i piani regolatori di Milano e Reggio Emilia (oltre ad alcuni piani particolareggiati a Genova). Nel 1952 entrò a far parte dello studio Franca Helg, architetto con cui Albini condivise i successivi progetti.
Nei primi anni cinquanta ebbe i primi incarichi che ottennero ampio riscontro di critica. La sistemazione delle Gallerie comunali di Palazzo Bianco a Genova fu uno dei primi musei realizzati all'interno di una struttura storica e impostato secondo i principi del Movimento Moderno, realizzato con interventi in netto contrasto con l'edificio preesistente, ma che rappresentano comunque un "felice inserimento". Questo progetto inaugura una serie di progetti, di cui quattro a Genova, che renderanno Albini un maestro della museografia. Ma Albini si distinse anche in altri progetti importanti come l'edificio per uffici Ina a Parma (1950-54), e gli Uffici Comunali, sempre a Genova (1950-63), che si confrontano con la città storica in modo inedito.
Nei primi anni '60 entrano nello studio le altre due presenze importanti di Antonio Piva (nel 1962) e del figlio Marco Albini (nel 1965), che assieme a Franca Helg costituiranno un gruppo che porterà a termine numerosi progetti di Albini anche dopo la sua morte. Successivamente l'architetto ebbe numerosi incarichi, tra questi la sede della Rinascente a Roma (1957-61) e la stazioni della linea 1 della Metropolitana Milanese (1962-63), inaugurata il primo novembre 1964. Vanno anche ricordati i numerosi e magistrali allestimenti di mostre.

## Albinidesigner
Albini affiancò all'attività di architetto quella di designer, soprattutto di elementi d'arredo, per tutta la carriera.
Alcuni mobili, quali la sperimentale libreria in tensostruttura del 1938, lo pongono come grande innovatore in questo campo. Alcuni degli oggetti progettati da Albini, mobili e altri oggetti, tra cui alcune famose maniglie, sono ancora in produzione e sono venduti in tutto il mondo: fra questi vi è la poltrona Fiorenza, disegnata nel 1952 per Arflex utilizzando materiali allora innovativi per il settore del mobile.
Già nel 1936, aveva dato alle stampe il volumetto La Gommapiuma Pirelli alla VI Triennale, in cui illustrava le applicazioni innovative di questo materiale nell'industria del mobile, portando, come esempi, le realizzazioni di sedute proposte in diversi spazi espositivi della VI Triennale di Milano, disegnate da lui stesso, e da vari architetti, tra cui Giulio Minoletti, Gio Ponti, Piero Bottoni, e altri ancora.
Tra il 1953 e il 1968 Franco Albini collaborò a lungo con la FabbricaPoggi di Pavia, per la quale progettò diversi elementi d'arredo, come la poltroncina PT1 Luisa, premiata con il premio Compasso d'Oro nel 1955.

## La didattica
Albini ebbe anche un'importante attività didattica, da quando, nel 1949, insieme ad altri architetti importanti, fu chiamato da Giuseppe Samonà allo IUAV (Istituto Universitario di Architettura di Venezia), in cui insegnò negli anni 1949-1954 e 1955-1964.
Ha inoltre insegnato al Politecnico di Torino, nell'anno accademico 1954-1955, per la prima volta come professore di ruolo, e dal 1964 al Politecnico di Milano.

## Partecipazioni

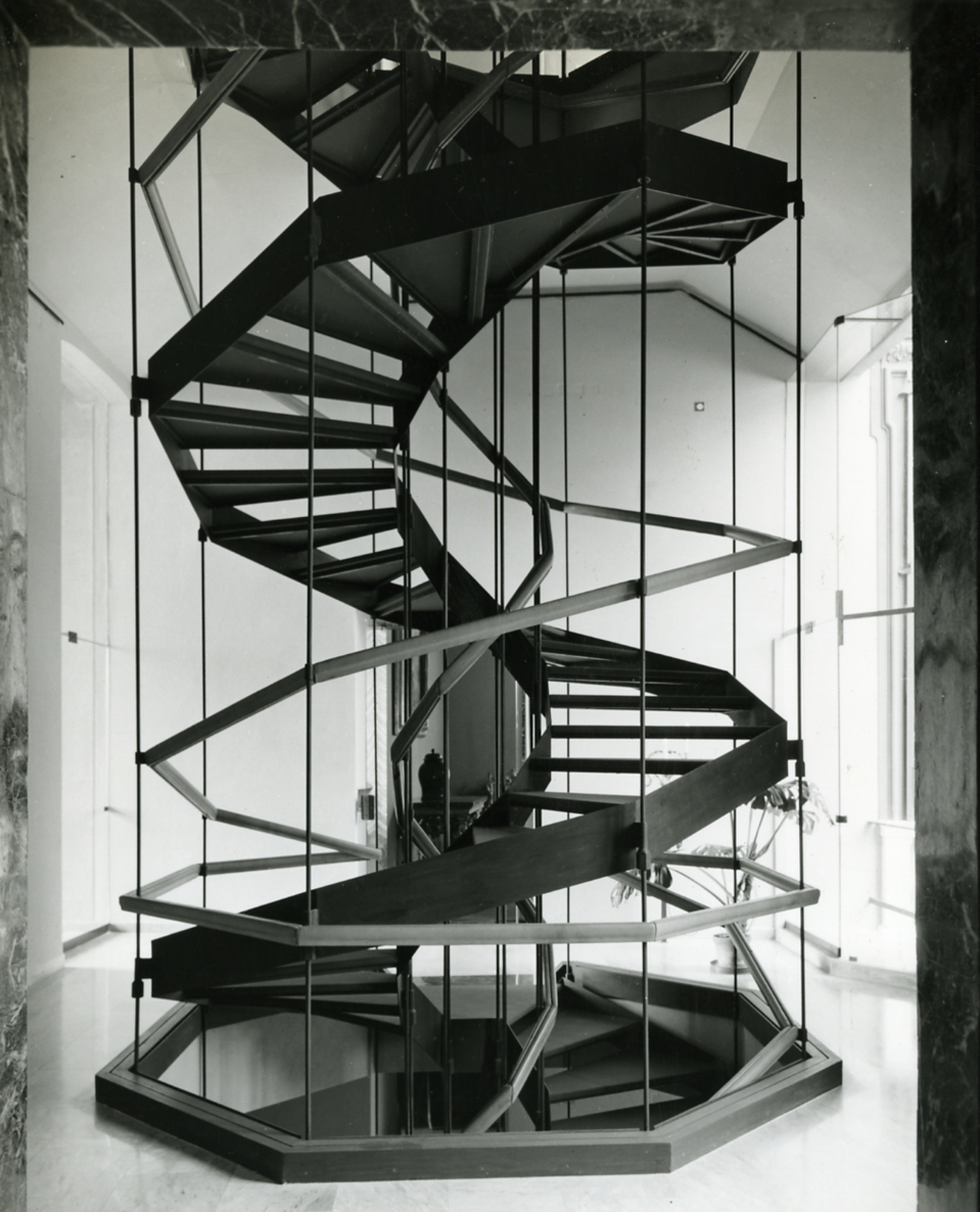
La scala di Albini e Franca Helg a Palazzo Rosso, Genova. Foto di Paolo Monti.

Albini fu nel gruppo di architetti del CIAM (Congresso internazionale di architettura moderna) e fu membro dell'INU (Istituto Nazionale di Urbanistica), dell'Accademia di San Luca, dell'American Institute of Architects (AIA), dell'Istituto scientifico del CNR-Consiglio nazionale delle ricerche per la sezione di museografia (1970).

## Riconoscimenti
Numerosi furono i premi e i riconoscimenti, tra i quali si citano:
- i tre Compasso d’oro (1955, 1958, 1964);
- il premio Olivetti per l'Architettura (1957);
- il premio "Royal Designer for Industry" dalla Royal Society di Londra (1971).

## Albini: dal cucchiaio alla città

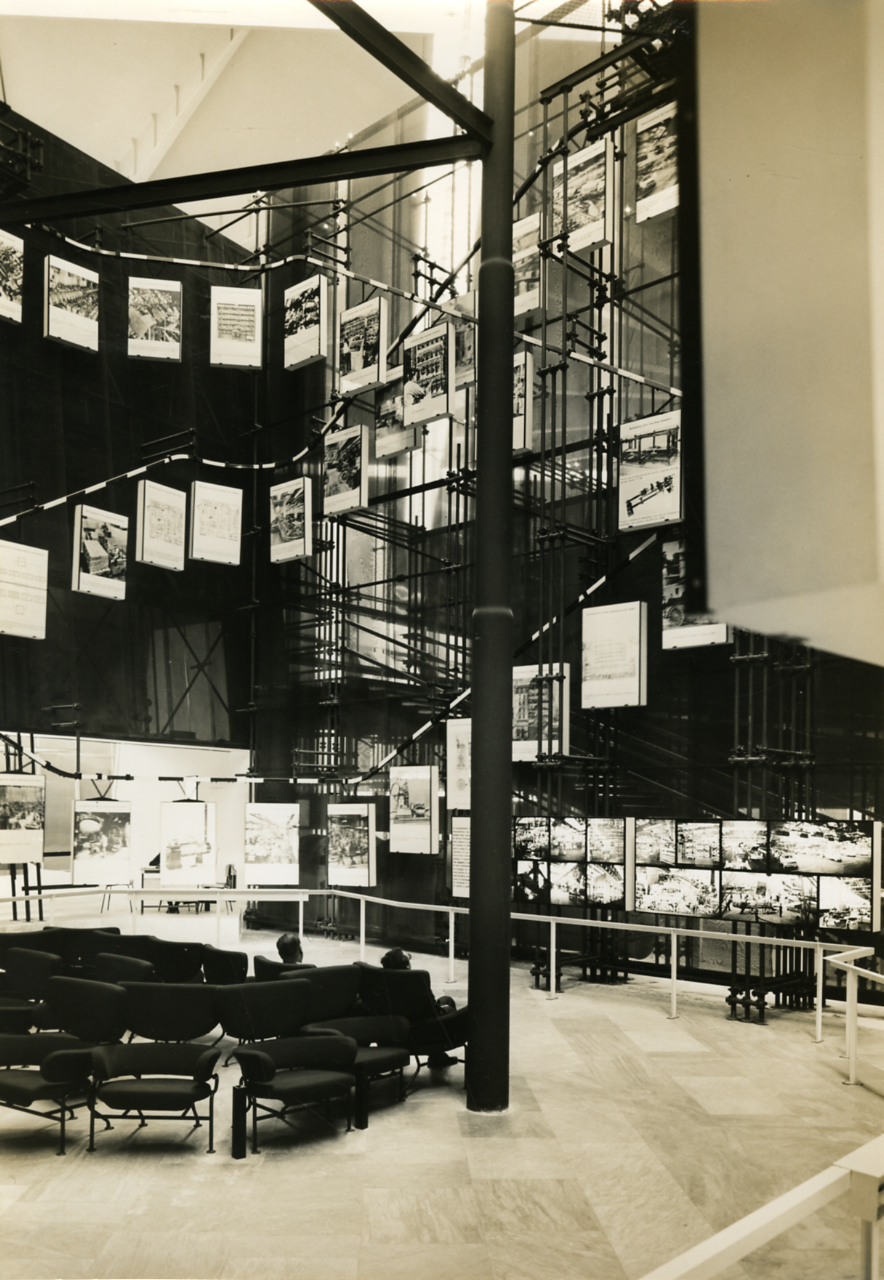
Italia '61, Torino. Padiglione Olivetti con allestimento di Albini. Foto di Paolo Monti.

Albini incarna l'ideale di un architetto completamente immerso nella contemporaneità ma allo stesso tempo non specializzato, capace di occuparsi di diverse scale di intervento, incarnando l'attitudine espressa con lo slogan dal cucchiaio alla città coniato da Ernesto Rogers nella Carta di Atene del 1952, con il quale Rogers intendeva sintetizzare l'approccio tipico di un architetto milanese, in grado di disegnare un cucchiaio, una sedia, una lampada, nello stesso tempo in si è impegnati sul progetto di un grattacielo.
Albini fu uno degli architetti che incarnarono questa attitudine multidisciplinare, in cui le tre dimensioni disciplinari del disegno industriale, dell'architettura, dell'urbanistica, si fondono secondo un indirizzo umanistico che lo accomunò ai principali maestri del Movimento Moderno.
La sua ricerca si mosse su questi campi con rigore e con notevole coerenza durante la carriera, durata quasi cinquant'anni. La sua architettura mirò sempre alla coerenza, piuttosto che alla moda del momento; per questo tra la produzione di prima e dopo la guerra non si legge una vera soluzione di continuità e l'architetto rimase fedele a quelle scelte compiute in gioventù.
Il suo contributo si può sintetizzare nei seguenti punti:
- la ricerca di un costante rapporto creativo con le nuove tecnologie; ciò sia nelle opere di design che in quelle di architettura; secondo questo aspetto Albini rimane uno dei precursori dell'architettura high-tech;
- una estrema accuratezza nel disegno delle soluzioni di dettaglio, improntate ad una estetica essenziale; rimangono memorabili alcune sue soluzioni nell'utilizzo dei profilati metallici, come quelle della scala a chiocciole di Palazzo Rosso a Genova;
- infine, la ricerca di un rapporto con il contesto storico che pur evitando qualsiasi approccio mimetico, qualsiasi soluzione finto-antica, cerca di stabilire un dialogo con la preesistenza; ciò si riscontra sia a livello architettonico, nei molteplici restauri, che in quello urbanistico, negli edifici nuovi[senza fonte].

## Archivio
L'archivio Franco Albini - Franca Helg è stato dichiarato nel 2002 dal Ministero per i Beni e le Attività Culturali di notevole interesse storico, ai sensi del D.L.490/99, titolo I. L'archivio conserva la documentazione dell'attività professionale svolta dagli architetti Franco Albini e Franca Helg nei settori della progettazione architettonica, urbanistica e del disegno industriale dal 1945 al 1989; dal 1978 in collaborazione con Antonio Piva e Marco Albini. L'archivio comprende anche la documentazione dell'attività professionale di Marco Albini fino al 2001.

## Franco Albini: la Fondazione
Nel 2007, nello studio dove Albini ha lavorato per anni, è stata istituita dalla nipote Paola e dal figlio Marco una Fondazione volta a tutelarne e a divulgarne l'eredità artistica.
In via Telesio 13 a Milano sono conservati migliaia di documenti: disegni, schizzi, relazioni di progetto, lettere, libri e riviste storiche, fotografie e diapositive – tutti consultabili su richiesta –, oltre ai più significativi oggetti di design firmati dall'architetto, tra cui molti pezzi unici e prototipi.
Dal 2013 vengono organizzate visite guidate su prenotazione, visite in cui viene illustrato il lavoro di Franco Albini, con approfondimenti mirati sui suoi progetti. L'obiettivo è raccontare il lavoro dell'architetto milanese attraverso l'immersione del pubblico nel luogo dove egli ha operato gli ultimi anni della sua carriera, per conoscere la sua Opera, il suo metodo progettuale e il suo Archivio vincolato dallo Stato Italiano come Patrimonio Nazionale.
La Fondazione, tra le varie attività, realizza oggi anche visite guidate e laboratori per bambini e workshop e team building per aziende, allo scopo di applicare i principi del lavoro di Franco Albini e del movimento moderno nell'ambito della didattica e della formazione.

## Principali progetti
- 1934 Padiglione INA alla Fiera del Levante (distrutto). 1934
- 1936 - 1938 Quartiere Ifacp Fabio Filzi a Milano Foto e disegni
- 1937 Concorso per il Palazzo della civiltà italiana all'Eur insieme a Palanti, Gardella e Romano.
- 1938, Padiglione del piombo e zinco, alla Mostra autarchica del Minerale italiano, a Roma.
- 1938 - 1941 Quartiere comunale “Ettore Ponti”, Milano (con Renato Camus e Giancarlo Palanti)
- 1939 Palazzo dell'acqua e della Luce all'E42 di Roma, concorso d'architettura (opera non realizzata).
- 1948 - 1952 Albergo-Rifugio Pirovano a Cervinia.
- 1949 - 1951 Sistemazione delle Gallerie comunali di Palazzo Bianco, Genova, progetto museale di Caterina Marcenaro.
- 1950 - Quartiere INA-Casa- INCIS a Vialba, Milano.
- 1951 - Margherita (poltrona)
- 1952  Realizzazione club house Tennis Club Valletta Cambiaso, Genova, nel quartiere di Albaro - ex circolo dopolavoro Shell
- 1950 - 1954 Edificio per uffici INA a Parma.
- 1950 - 1963 Nuovi uffici comunali (poi noti come Palazzo Albini), Genova.
- 1953-1953 Tavolino Cicognino progettato nel 1952 e commercializzato nel 1953 nell’ambito della collaborazione in esclusiva con la ditta Poggi di Pavia.
- 1952 - 1956 Museo del tesoro della cattedrale di San Lorenzo, Genova.
- 1952 - 1962 Sistemazione del Museo di Palazzo Rosso, Genova.
- 1953 - Consulente per il Piano particolareggiato di Piccapietra a Genova.
- 1955 - 1958 Villa Olivetti a Ivrea,
- 1956 - 1959 Consulente dell'amministrazione comunale di Genova per la redazione del primo Piano Regolatore Generale della città (adottato 1956, approvato 1959).
- 1956 - 1961 Complesso-quartiere INA“Rosta Nuova” a Reggio Emilia.
- 1957 - 1961 Sede de La Rinascente a Roma - Premio regionale IN/ARCH per il Lazio nel 1963[9]
- 1958 - Consulente per la Commissione di studio sul centro storico di Genova.
- 1962 - 1963 Segnaletica e allestimento della metropolitana milanese (stazioni della Linea M1).
- 1962 - 1984 Museo di Sant'Agostino, Genova.
- 1963 - Terme Luigi Zoja Salsomaggiore (con Franca Helg)
- 1969 - 1979 Nuova Pinacoteca del Museo Civico di Padova nel chiostro degli Eremitani.
- 1971 Testate dei letti in ottone "Eclisse" e "Miraggio", edizioni limitate realizzate da Luciano Frigerio (Frigerio di Desio)

Opere di Franco Albini fotografate da Paolo Monti
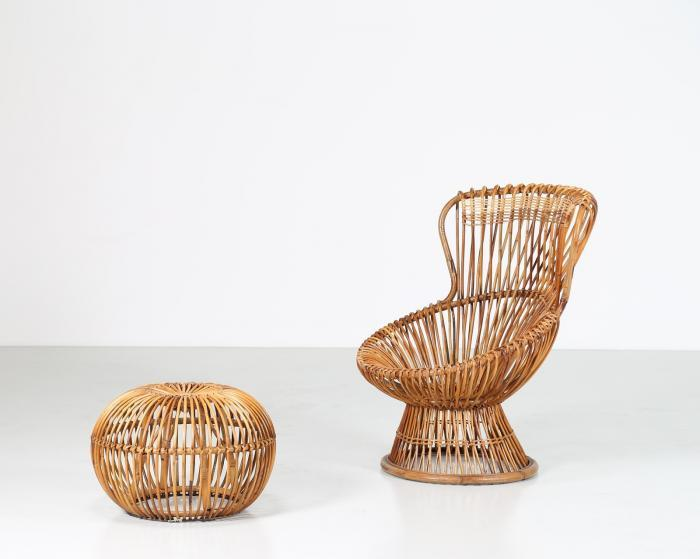
Margherita (poltrona), 1951
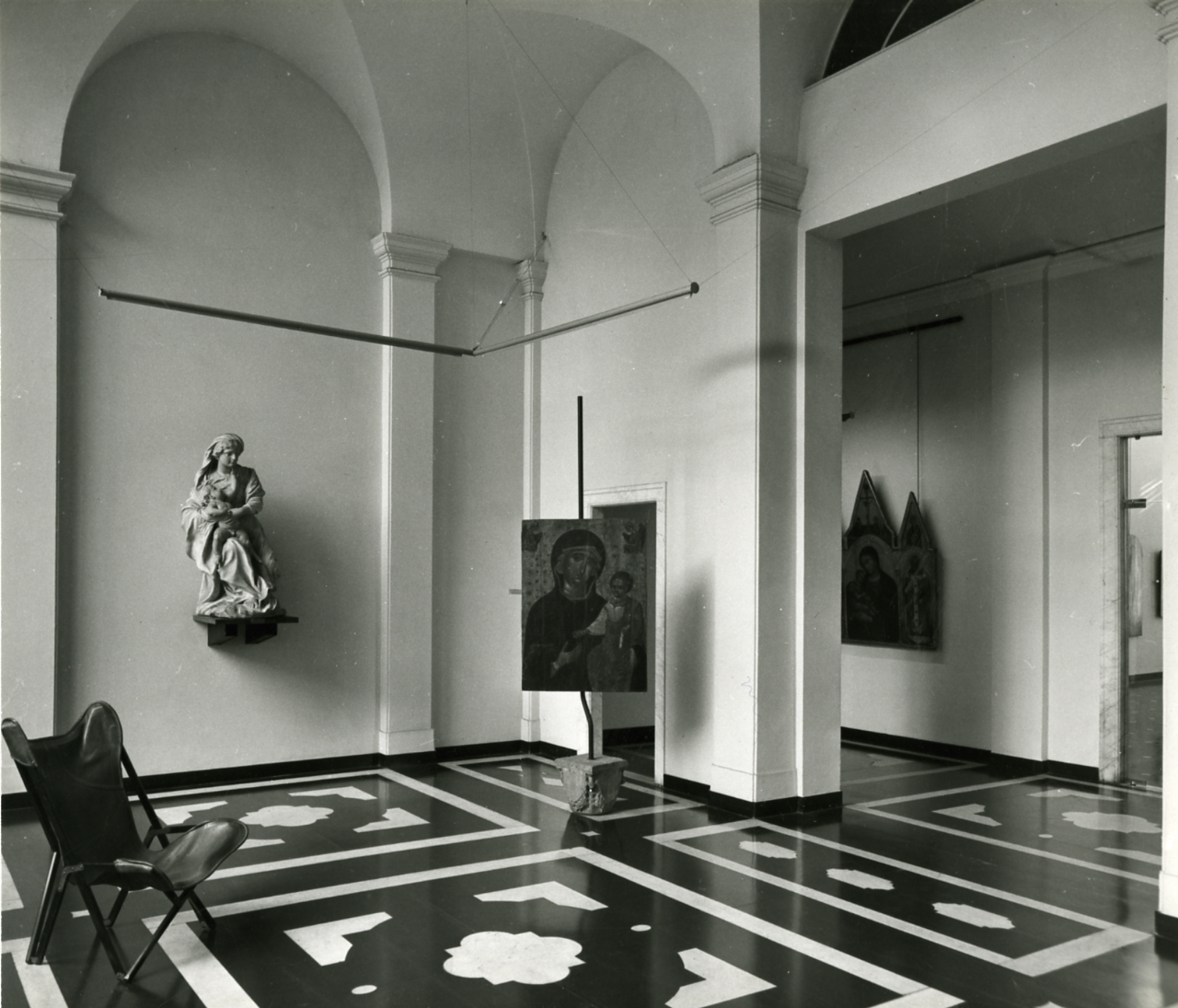
Palazzo Bianco, Genova (1949-1951)
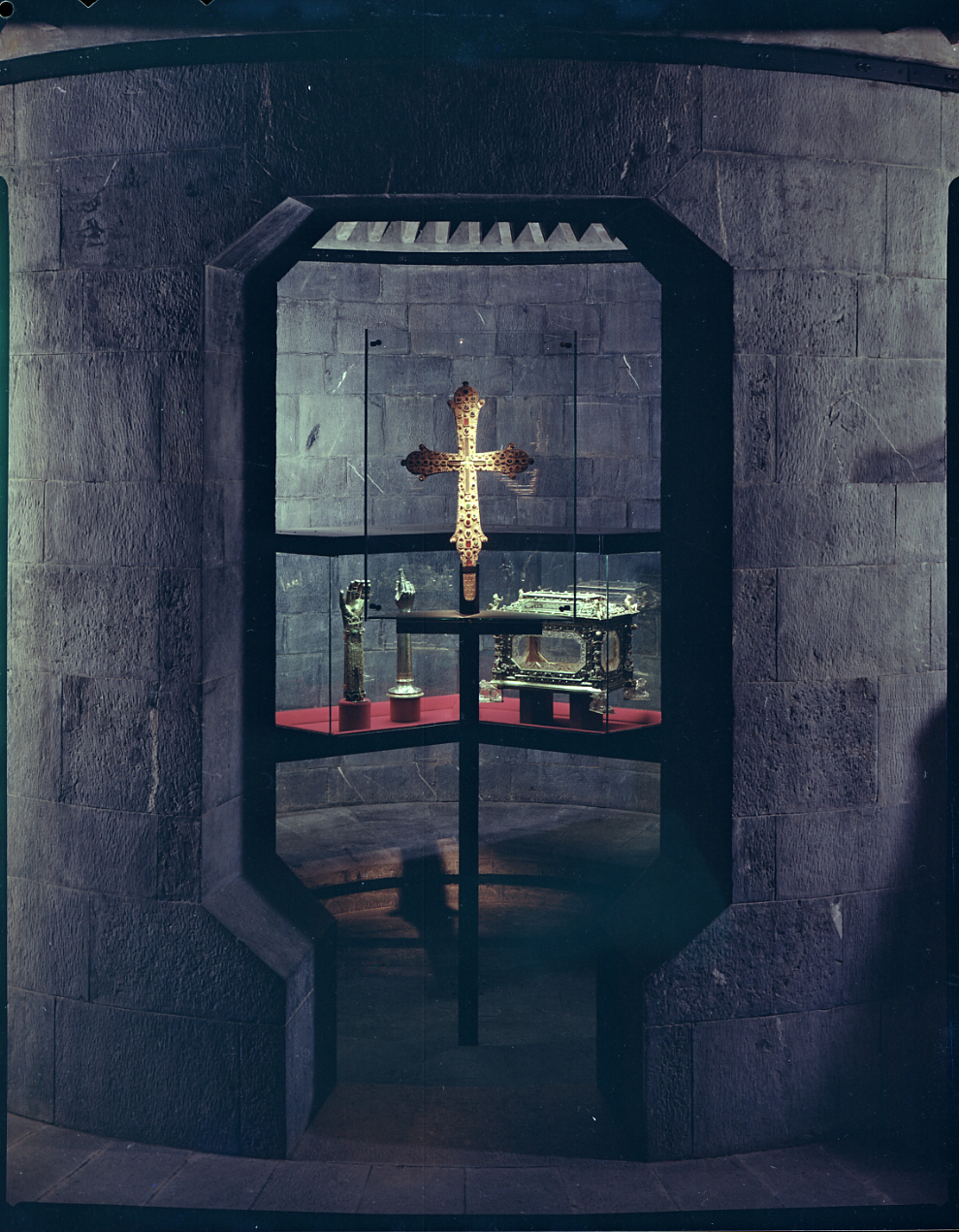
Museo del tesoro della cattedrale di San Lorenzo, Genova (1952-1956)
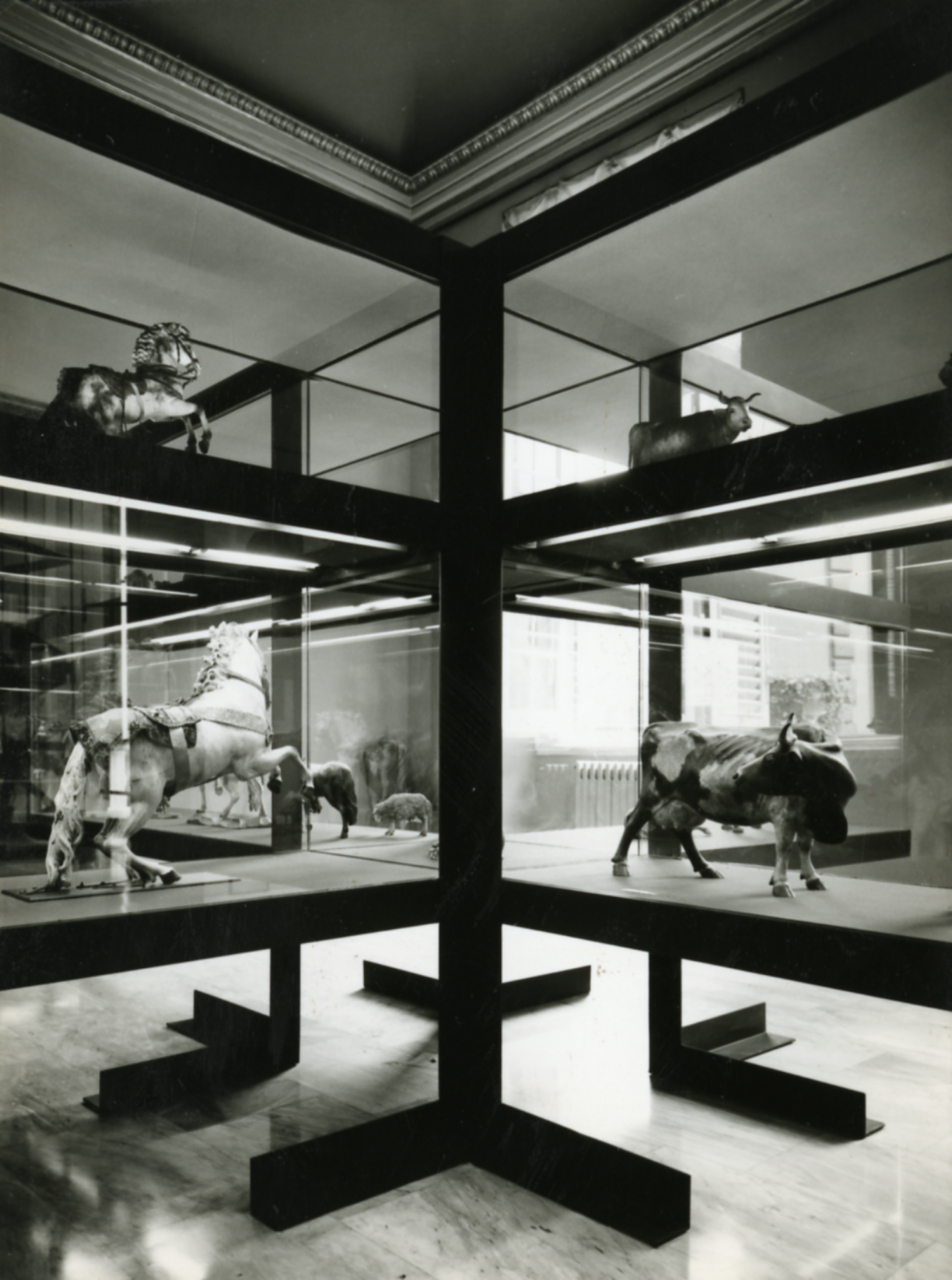
Museo di Palazzo Rosso, Genova (1952-1962)
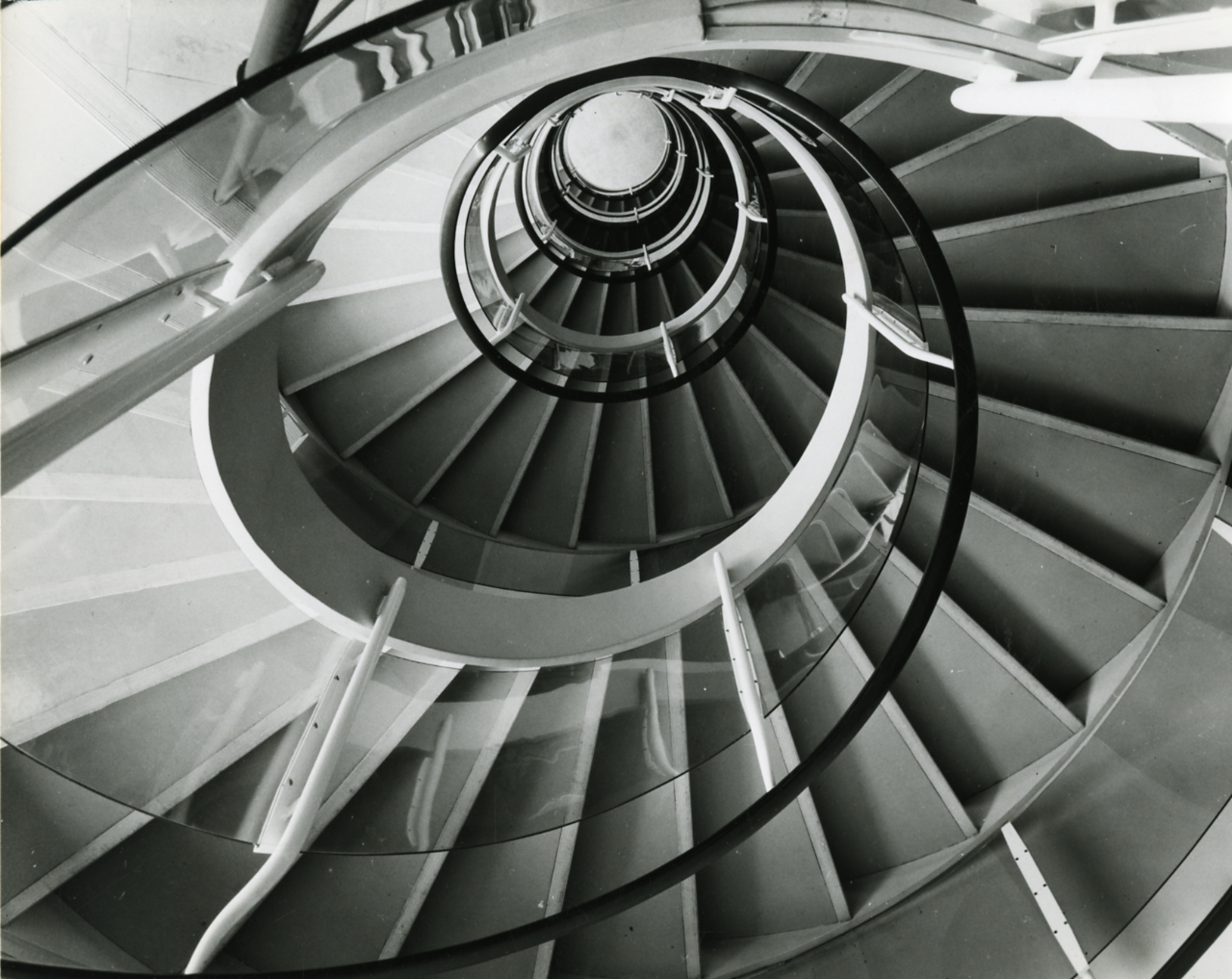
La Rinascente, Roma (1957-1961), dettaglio della scala